# Karl Lieffen
Karl Lieffen, född 17 maj 1926 i Osek, Tjeckoslovakien, död 13 januari 1999 i Starnberg, Bayern, Tyskland, var en tysk skådespelare. Lieffen anlitades som birollsskådespelare i tysk film under 1950-talet och 1960-talet. Han medverkade också i TV-produktioner där han var mest känd för rollen som Kempowski i serien Tadellöser & Wolff på 1970-talet. Han spelade också kommissarie Janot i krimianlserien Dem Täter auf der Spur 1967-1973.

## Filmografi, urval
- 1959 – Sanningen om Rosemarie
- 1959 – Han gick genom väggen
- 1959 – Sommaren med Liselotte
- 1961 – Ett, två, tre
- 1961 – Den falske amerikanen
- 1971 – Tatort (TV-serie) - Frankfurter Gold